# Chris Martin (football)
Pour les articles homonymes, voir Chris Martin (homonymie) et Martin.
Chris Martin, né le 4 novembre 1988 à Norwich en Angleterre, est un footballeur international écossais. Il joue au poste d'attaquant avec les Bristol Rovers.
Martin commence sa carrière à Norwich City, où il est entré à l'âge de 10 ans et fait ses débuts professionnels à 18 ans lors de la saison 2006-2007. Il joue peu lors de la saison 2007-2008 et passe la saison 2008-2009 en prêt à Luton Town. À son retour à Norwich, il est un joueur important de l'équipe première lorsque le club a enregistré des promotions successives de la League One et du Championship lors des saisons 2009-2010 et 2010-2011.
Cependant, lors du retour du club en Premier League, il se retrouve remplaçant et passe une partie de la saison 2011-2012 en prêt à Crystal Palace et une partie de la saison 2012-2013 en prêt à Swindon Town et Derby County. À la fin de la saison, il accepte de rejoindre Derby de manière définitive, signant un contrat de trois ans avant la saison 2013-2014. Il termine la saison en tant que meilleur buteur du club, avec 25 buts toutes compétitions confondues, alors que le club atteint la finale des play-offs du Championship 2014. Il signe un nouveau contrat de quatre ans en août 2014 et est également le meilleur buteur du club pour la saison 2014-2015, avec 21 buts tous les matchs de championnat et de coupe.
Le 31 août 2016, Martin rejoint Fulham pour un prêt d'une saison, avec une option d'achat à la fin de la période de prêt. Cette option n'est pas levée au cours de la saison, Martin ayant exprimé son désir de retourner à Derby.
Martin est éligible pour jouer pour l'Angleterre ou l'Écosse, où son père est né. Il représente l'Angleterre chez les moins de 19 ans en 2007. Sept ans plus tard, il est sélectionné pour la première fois en équipe d'Écosse, pour laquelle il fait ses débuts en mai 2014. Il inscrit son premier but pour l'Écosse en octobre 2015.

## Carrière

### Norwich City

#### Saison 2006-2007

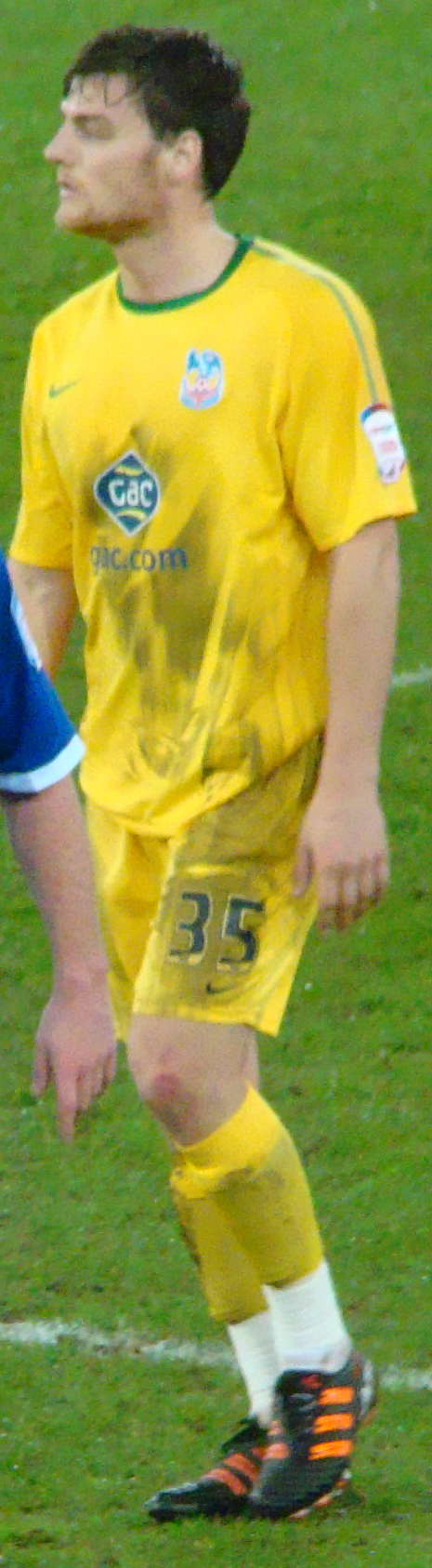
Chris Martin avec Norwich City.

Né à Beccles dans le Suffolk, Martin est récompensé par une place sur le banc pour le match contre Plymouth Argyle le 13 janvier 2007 après avoir impressionné lors du parcours de Norwich en FA Youth Cup. Il fait ses débuts en équipe première lors d'une défaite à domicile 1-0 contre Wolverhampton Wanderers le 30 janvier 2007. Il inscrit son premier but lors d'un match de reprise du quatrième tour de la FA Cup contre Blackpool le 13 février 2007 à Carrow Road, et a marqué son premier but en championnat lors d'un match nul 1-1 contre Coventry City le 24 février. Deux autres buts contre Luton Town et Barnsley ont rapidement suivi. Sa forme s'est poursuivie contre Derby County, avec un but et un autre refusé pour hors-jeu.

#### Saison 2007-2008
Cependant, il a du mal à se faire une place dans le onze de départ lors de la saison 2007-2008 sous la direction de Peter Grant. Sous la direction du nouveau manager Glenn Roeder, il n'est plus du tout dans le coup. Il est aussi constamment critiqué par Roeder, qui met en doute ses efforts, et son interdiction de fréquenter un certain nombre de pubs dans la région de Beccles lui vaut encore plus de critiques de la part de Roeder.
Avec Michael Spillane, il rejoint Luton Town au début de la saison 2008-2009, et Roeder surnomme le duo "Tweedledum et Tweedledee". La décision de prêter le duo est critiquée par de nombreux fans de Norwich qui estimaient que le duo aurait dû avoir une chance au lieu de compter sur le grand nombre de prêt.

#### Saison 2008-2009

##### Prêt à Luton Town
Martin rejoint Luton Town, club de League Two, sous la forme d'un prêt d'une saison en provenance de Norwich deux jours avant le début de la saison 2008-2009. Il est annoncé comme l'une des nouvelles recrues de l'entraîneur Mick Harford avec un autre joueur de Norwich, Michael Spillane, qui est également arrivé sous la forme d'un prêt d'une saison, et le milieu de terrain Rossi Jarvis, qui signe sous la forme d'un transfert gratuit après avoir été libéré par Norwich en mai.
Luton commence la saison avec -30 points, après s'être vu retirer 10 points pour des irrégularités concernant des transferts de joueurs et 20 autres points pour des violations du règlement lorsqu'il a quitté l'administration. Le club devait donc se battre pour éviter la relégation de la Football League pour la première fois de son histoire.
Martin fait ses débuts à Luton lors du premier match de la saison, une défaite 3-1 contre Port Vale le 9 août, et il marque son premier but pour le club le 23 août dans un match nul 1-1 contre Notts County. Son deuxième but est inscrit lors d'une victoire 3-1 contre Aldershot Town le 13 septembre et son troisième lors d'un match nul 2-2 contre Brentford dans le EFL Trophy le 7 octobre. Le match se termine aux tirs au but, Luton l'emportant 4-2 et Martin marquant le troisième but. Il dispute ensuite douze matches de championnat et de coupe sans marquer, terminant cette série par un deuxième but lors d'une victoire 3-1 sur Barnet le 6 décembre. Après quatre matchs sans but, il en marque quatre en trois matchs : un doublé lors d'une victoire 3-2 contre Lincoln City le 28 décembre, le premier lors d'un match nul 2-2 contre Chester City le 13 janvier 2009 et le but de consolation de Luton lors d'une défaite 5-1 à Darlington le 17 janvier.
Lors du match de Luton contre Bradford City le 24 janvier, Martin reçoit son tout premier carton rouge. Alors que le score était de 2-2, Asa Hall marque à la 91e minute pour donner l'avantage à Luton. Puis, dans la dernière minute du temps additionnel, l'arbitre Trevor Kettle accordé un penalty à Bradford après que Martin ait fait trébucher Steve Jones. BBC Sport qualifie la décision de "controversée" et Bedfordshire on Sunday l'a qualifiée de "décision vraiment choquante", prise pour des "raisons inconnues". La décision a failli provoquer une émeute dans les tribunes et dans la "bagarre" qui s'est ensuivie sur le terrain, Michael Spillane et Kevin Nicholls reçoivent un carton jaune pour dissidence et Martin est expulsé pour langage grossier et injurieux, Barry Conlon marque le penalty et le match se termine à 3-3. Après le coup de sifflet final, des insultes sont lancées par la foule à l'encontre de Kettle, ce qui donne lieu à une enquête de la FA. Malgré la fureur, le match nul permet à Luton d'engranger des points positifs pour la première fois de la saison, bien qu'ils restent en bas de tableau, à 9 points de la 23e place et à 19 points du premier non relégable.
Après avoir manqué trois matchs pour cause de suspension, Martin fait son retour dans l'équipe lors du match nul 1-1 contre Brighton & Hove Albion le 17 février. Après avoir passé 5 matchs sans but, Martin inscrit le troisième lors d'une victoire 3-1 sur Port Vale le 28 février. Il marque un autre but lors d'une victoire 2-0 sur Notts County le 10 mars, puis trois en trois matchs : un lors d'une victoire 2-1 sur Morecambe le 28 mars, un lors d'une défaite 4-2 contre Rotherham United le 31 mars et un lors de la finale du Football League Trophy 2008-2009 au stade de Wembley le 5 avril. Lors du match contre Scunthorpe United, qui luttait pour la promotion en League One, Martin marque à la 32e minute pour égaliser le score à 1-1. Il "s'est élancé vers l'avant pour récupérer un centre de Tom Craddock, avant d'envoyer le ballon au-delà de la défense des Iron avec sa première touche et de battre Joe Murphy avec sa seconde touche. Luton remporte le match 3-2 après prolongation et Martin remporte son premier trophée. Son but lui vaut également le prix du but de la saison lors des récompenses de fin de saison de Luton.
Martin joue le match suivant de Luton, un match nul 0-0 contre Lincoln City le 11 avril, ce qui signifiait qu'ils devaient gagner leur prochain match deux jours plus tard contre Chesterfield pour éviter d'être relégués. Martin manque le match, Luton fait match nul 0-0 et est relégué. Martin joue trois autres matchs mais ne marque plus. Il termine la saison avec 49 matchs comme titulaire et 2 montées au jeu, toutes compétitions confondues, ce qui fait de lui le joueur de Luton le plus utilisé pour la saison. Il est également le meilleur buteur du club, avec 13 buts, et le meilleur buteur du club en championnat, avec 11 buts.

#### Saison 2009-2010
Martin et Spillane rejoignent Norwich après la relégation en League One, à la suite de leur passage en League Two à Luton. Martin change son numéro de 35 à 16. Après une bonne pré-saison, Martin est titulaire contre Colchester, mais ce match se solde par une défaite 7-1 pour Norwich et Martin est l'un de ceux qui se sont retrouvés hors de l'équipe pour les quelques matchs suivants. Cependant, le nouveau manager Paul Lambert recommence à utiliser Martin et celui-ci marque son premier but de la saison à l'extérieur contre le MK Dons après seulement 16 secondes. Martin signe un nouveau contrat de trois ans et demi en janvier 2010 et il termine la saison 2009-2010 avec 23 buts en 48 rencontres (40 titularisations et 8 montées au jeu), y compris le but de la victoire contre Leeds United à Carrow Road, qui permet aux Canaries d'être sur le point de remonter en Championship, la promotion étant confirmée par une victoire 1-0 contre Charlton Athletic.

#### Saison 2010-2011
Lors de la saison 2010-2011, Martin inscrit ses premiers buts lors d'une victoire 4-1 en League Cup contre Gillingham. Lui et son partenaire d'attaque Grant Holt marquent deux buts chacun. Martin manque quelques matchs en début de saison, perdant sa place au profit de Simeon Jackson. Il revient rapidement en équipe première en marquant contre Barnsley. Chris Martin inscrit le but de la victoire contre Derby County à la 13e minute. Le score final était de 2-1. Malheureusement, Martin ne joue plus le reste de la saison à partir de février 2011, à cause d'une blessure aux ischio-jambiers provoquée à l'entraînement. Il reste sur le banc pour les dernières rencontres, mais n'entre pas au jeu.

#### Saison 2011-2012
Remplaçant non utilisé lors du premier match de la saison, Martin commence les trois matchs de championnat suivants de Norwich aux côtés de Grant Holt, qui commence les quatre matchs. Alors que Norwich n'avait toujours pas gagné et se trouvait à la 17e place, Martin et Holt sont écartés par l'entraîneur Paul Lambert qui décide d'utiliser un seul attaquant, Steve Morison. Après deux matches en tant que remplaçant, Martin ne fait qu'une seule apparition, en tant que remplaçant lors d'une défaite 2-0 contre Manchester United. Il ne réussit même pas à se faire une place sur le banc lors des quatre matchs suivants. L'attaquant est prêté pour qu'il puisse jouer plus régulièrement.

##### Prêt à Crystal Palace et après
Le 31 août 2016 il est prêté à Fulham.
Le 31 janvier 2018, il est prêté à Reading jusqu'au 31 mai de la même année où il retourne a Derby County.
Le 31 août 2018, il est prêté à Hull City.
Le 3 septembre 2020, il rejoint Bristol City.
Le 27 septembre 2023, il rejoint Bristol Rovers.

## Palmarès
- 2009 : Football League Trophy
- 2010 : League One (D3 anglaise)